# Manchester United Football Club 2006-2007
Questa voce raccoglie le informazioni riguardanti il Manchester United Football Club nelle competizioni ufficiali della stagione 2006-2007.

## Stagione
Nel maggio 2007 il Manchester United torna campione nazionale dopo quattro stagioni, chiudendo il campionato con sei punti di vantaggio sul Chelsea di José Mourinho. La finale di FA Cup viene invece persa contro la squadra londinese.

## Divise
| Casa | Trasferta | Terza divisa |

## Rosa
| N. |                          | Ruolo | Calciatore              |
| -- | ------------------------ | ----- | ----------------------- |
| 1  | Paesi Bassi (bandiera)   | P     | Edwin van der Sar       |
| 2  | Inghilterra (bandiera)   | D     | Gary Neville (capitano) |
| 3  | Francia (bandiera)       | D     | Patrice Evra            |
| 4  | Argentina (bandiera)     | D     | Gabriel Heinze          |
| 5  | Inghilterra (bandiera)   | D     | Rio Ferdinand           |
| 6  | Inghilterra (bandiera)   | D     | Wes Brown               |
| 7  | Portogallo (bandiera)    | A     | Cristiano Ronaldo       |
| 8  | Inghilterra (bandiera)   | A     | Wayne Rooney            |
| 9  | Francia (bandiera)       | A     | Louis Saha              |
| 11 | Galles (bandiera)        | C     | Ryan Giggs              |
| 13 | Corea del Sud (bandiera) | C     | Park Ji-sung            |
| 14 | Inghilterra (bandiera)   | C     | Alan Smith              |
| 15 | Serbia (bandiera)        | D     | Nemanja Vidić           |
| 16 | Inghilterra (bandiera)   | C     | Michael Carrick         |
| 17 | Svezia (bandiera)        | A     | Henrik Larsson          |
| 18 | Inghilterra (bandiera)   | C     | Paul Scholes            |

| N. |                        | Ruolo | Calciatore          |
| -- | ---------------------- | ----- | ------------------- |
| 20 | Norvegia (bandiera)    | A     | Ole Gunnar Solskjær |
| 21 | Cina (bandiera)        | A     | Dong Fangzhuo       |
| 22 | Irlanda (bandiera)     | D     | John O'Shea         |
| 23 | Inghilterra (bandiera) | C     | Kieran Richardson   |
| 24 | Scozia (bandiera)      | C     | Darren Fletcher     |
| 25 | Inghilterra (bandiera) | C     | David Jones         |
| 27 | Francia (bandiera)     | D     | Mikaël Silvestre    |
| 29 | Polonia (bandiera)     | P     | Tomasz Kuszczak     |
| 33 | Inghilterra (bandiera) | C     | Chris Eagles        |
| 34 | Galles (bandiera)      | D     | Ryan Shawcross      |
| 35 | Inghilterra (bandiera) | D     | Kieran Lee          |
| 36 | Scozia (bandiera)      | D     | David Gray          |
| 41 | Inghilterra (bandiera) | A     | Phil Marsh          |
| 42 | Inghilterra (bandiera) | C     | Michael Barnes      |
| 44 | Inghilterra (bandiera) | A     | Aaron Burns         |
| 49 | Inghilterra (bandiera) | C     | Ritchie Jones       |

## Calciomercato

### Sessione estiva
| Acquisti         | Acquisti         | Acquisti         | Acquisti         |
| R.               | Nome             | da               | Modalità         |
| Altre operazioni | Altre operazioni | Altre operazioni | Altre operazioni |
| R.               | Nome             | da               | Modalità         |
| ---------------- | ---------------- | ---------------- | ---------------- |

| Cessioni         | Cessioni         | Cessioni         | Cessioni         |
| R.               | Nome             | a                | Modalità         |
| Altre operazioni | Altre operazioni | Altre operazioni | Altre operazioni |
| R.               | Nome             | da               | Modalità         |
| ---------------- | ---------------- | ---------------- | ---------------- |

### Sessione invernale
| Acquisti         | Acquisti         | Acquisti         | Acquisti         |
| R.               | Nome             | da               | Modalità         |
| Altre operazioni | Altre operazioni | Altre operazioni | Altre operazioni |
| R.               | Nome             | da               | Modalità         |
| ---------------- | ---------------- | ---------------- | ---------------- |

| Cessioni         | Cessioni         | Cessioni         | Cessioni         |
| R.               | Nome             | a                | Modalità         |
| Altre operazioni | Altre operazioni | Altre operazioni | Altre operazioni |
| R.               | Nome             | da               | Modalità         |
| ---------------- | ---------------- | ---------------- | ---------------- |

## Risultati

### Premier League

#### Girone di andata
| Arbitro: | Marriner |

|                                                          |           |              |
| Saha 7’ Pearce 15’ (aut.) Rooney 16’, 64’ C. Ronaldo 19’ | Marcatori | 40’ Helguson |

| Arbitro: | Foy |

|  |           |                                    |
|  | Marcatori | 49’ Fletcher 79’ Saha 90’ Solskjær |

| Arbitro: | Dowd |

|             |           |                         |
| Francis 34’ | Marcatori | 12’ Silvestre 52’ Giggs |

| Arbitro: | Riley |

|          |           |  |
| Giggs 9’ | Marcatori |  |

| Arbitro: | Poll |

|  |           |              |
|  | Marcatori | 85’ Adebayor |

| Arbitro: | Walton |

|           |           |                |
| Doyle 48’ | Marcatori | 73’ C. Ronaldo |

| Arbitro: | Dean |

|                   |           |  |
| Solskjær 41’, 49’ | Marcatori |  |

| Arbitro: | Bennett |

|           |           |                                   |
| Baines 4’ | Marcatori | 62’ Vidić 66’ Saha 90+3’ Solskjær |

| Arbitro: | Poll |

|                              |           |  |
| Scholes 39’ R. Ferdinand 66’ | Marcatori |  |

| Arbitro: | Styles |

|  |           |                                     |
|  | Marcatori | 10’, 16’, 89’ Rooney 82’ C. Ronaldo |

| Arbitro: | Dean |

|                                  |           |  |
| Saha 3’ C. Ronaldo 10’ Vidić 66’ | Marcatori |  |

| Arbitro: | Riley |

|  |           |          |
|  | Marcatori | 64’ Saha |

| Arbitro: | Clattenburg |

|               |           |                 |
| Gillespie 13’ | Marcatori | 30’, 75’ Rooney |

| Arbitro: | Webb |

|          |           |                 |
| Saha 29’ | Marcatori | 69’ R. Carvalho |

| Arbitro: | Halsey |

|                                    |           |  |
| C. Ronaldo 39’ Evra 63’ O'Shea 89’ | Marcatori |  |

| Arbitro: | Foy |

|              |           |                              |
| Morrison 66’ | Marcatori | 19’ (rig.) Saha 66’ Fletcher |

| Arbitro: | Poll |

|                                   |           |              |
| Rooney 6’ Saha 45’ C. Ronaldo 84’ | Marcatori | 72’ Trabelsi |

| Arbitro: | Dowd |

|               |           |  |
| Reo-Coker 75’ | Marcatori |  |

| Arbitro: | Bennett |

|  |           |                                 |
|  | Marcatori | 58’, 85’ C. Ronaldo 64’ Scholes |

#### Girone di ritorno
| Arbitro: | Riley |

|                                  |           |  |
| C. Ronaldo 47’, 50’ Solskjær 59’ | Marcatori |  |

| Arbitro: | Dean |

|                                  |           |                      |
| Solskjær 33’ C. Ronaldo 58’, 77’ | Marcatori | 38’ Sonko 90+1’ Lita |

| Arbitro: | Styles |

|                      |           |                  |
| Milner 33’ Edgar 73’ | Marcatori | 40’, 46’ Scholes |

| Arbitro: | Webb |

|                                     |           |                |
| Park 11’ Carrick 13’ C. Ronaldo 35’ | Marcatori | 52’ Agbonlahor |

| Arbitro: | Bennett |

|                            |           |            |
| Van Persie 83’ Henry 90+3’ | Marcatori | 53’ Rooney |

| Arbitro: | Dean |

|                                                                |           |  |
| C. Ronaldo 20’ (rig.) Doyley 60’ (aut.) Larsson 70’ Rooney 71’ | Marcatori |  |

| Arbitro: | Clattenburg |

|  |           |                                                       |
|  | Marcatori | 45’ (rig.) C. Ronaldo 48’ Vidić 54’ Scholes 77’ Giggs |

| Arbitro: | Riley |

|                       |           |  |
| Park 24’ Fletcher 82’ | Marcatori |  |

| Arbitro: | Walton |

|             |           |                          |
| McBride 17’ | Marcatori | 29’ Giggs 88’ C. Ronaldo |

| Arbitro: | Atkinson |

|  |           |              |
|  | Marcatori | 90+1’ O'Shea |

| Arbitro: | Wiley |

|                               |           |                  |
| Park 14’, 25’ Rooney 17’, 74’ | Marcatori | 87’ (rig.) Speed |

| Arbitro: | Foy |

|                                               |           |                |
| Scholes 61’ Carrick 73’ Park 83’ Solskjær 90’ | Marcatori | 29’ Derbyshire |

| Arbitro: | Clattenburg |

|                                       |           |            |
| M. Taylor 30’ R. Ferdinand 89’ (aut.) | Marcatori | 90’ O'Shea |

| Arbitro: | Styles |

|                       |           |  |
| Carrick 4’ Rooney 50’ | Marcatori |  |

| Londra 9 maggio 2007, ore 20:00 WEST 34ª giornata | Chelsea | 0 – 0 referto | Manchester Utd | Stamford Bridge (41 794 spett.)\| Arbitro: \| Poll \| |
| Arbitro:                                          | Poll    |               |                |                                                       |

| Arbitro: | Walton |

|               |           |              |
| Richardson 3’ | Marcatori | 45+1’ Viduka |

| Arbitro: | Wiley |

|                             |           |                                                          |
| Stubbs 12’ M. Fernandes 50’ | Marcatori | 61’ O'Shea 68’ (aut.) P. Neville 79’ Rooney 90+3’ Eagles |

| Arbitro: | Styles |

|  |           |                       |
|  | Marcatori | 34’ (rig.) C. Ronaldo |

| Arbitro: | Atkinson |

|  |           |             |
|  | Marcatori | 45+2’ Tévez |

### FA Cup
| Arbitro: | Atkinson |

|                            |           |           |
| Larsson 55’ Solskjær 90+1’ | Marcatori | 74’ Baroš |

| Arbitro: | Riley |

|                 |           |          |
| Rooney 77’, 83’ | Marcatori | 87’ Kanu |

| Arbitro: | Poll |

|               |           |                |
| Carrick 45+2’ | Marcatori | 67’ Gunnarsson |

| Arbitro: | Webb |

|                     |           |                               |
| Kitson 23’ Lita 84’ | Marcatori | 2’ Heinze 4’ Saha 6’ Solskjær |

| Arbitro: | Styles |

|                            |           |                           |
| Cattermole 44’ Boateng 47’ | Marcatori | 23’ Rooney 68’ C. Ronaldo |

| Arbitro: | Dean |

|                       |           |  |
| C. Ronaldo 76’ (rig.) | Marcatori |  |

| Arbitro: | Styles |

|             |           |                                              |
| Bouazza 26’ | Marcatori | 7’, 66’ Rooney 28’ C. Ronaldo 82’ Richardson |

| Arbitro: | Bennett |

|             |           |  |
| Drogba 116’ | Marcatori |  |

### EFL Cup
| Arbitro: | Foy |

|            |           |                       |
| Varney 73’ | Marcatori | 26’ Solskjær 119’ Lee |

| Arbitro: | Rennie |

|              |           |  |
| Eastwood 27’ | Marcatori |  |

### UEFA Champions League

#### Fase a gironi
| Arbitro: | Michel |

|                                   |           |                                         |
| Saha 30’ (rig.), 40’ Solskjær 47’ | Marcatori | 21’ Vennegoor of Hesselink 43’ Nakamura |

| Arbitro: | De Bleeckere |

|  |           |          |
|  | Marcatori | 60’ Saha |

| Arbitro: | Wegereef |

|                                       |           |  |
| Scholes 39’ O'Shea 46’ Richardson 83’ | Marcatori |  |

| Arbitro: | Stark |

|             |           |  |
| Allbäck 73’ | Marcatori |  |

| Arbitro: | Mejuto González |

|              |           |  |
| Nakamura 81’ | Marcatori |  |

| Arbitro: | Fandel |

|                                |           |            |
| Vidic 45+1’ Giggs 61’ Saha 75’ | Marcatori | 27’ Nélson |

#### Fase ad eliminazione diretta

##### Ottavi di finale
| Arbitro: | Braamhaar |

|  |           |           |
|  | Marcatori | 83’ Giggs |

| Arbitro: | Cantalejo |

|             |           |  |
| Larsson 72’ | Marcatori |  |

##### Quarti di finale
| Arbitro: | Fandel |

|                        |           |            |
| Taddei 44’ Vučinić 67’ | Marcatori | 60’ Rooney |

| Arbitro: | Micheľ |

|                                                                 |           |              |
| Carrick 11’, 60’ Smith 17’ Rooney 19’ Ronaldo 44’, 49’ Evra 81’ | Marcatori | 69’ De Rossi |

##### Semifinali
| Arbitro: | Vassaras |

|                              |           |               |
| Ronaldo 5’ Rooney 59’, 90+1’ | Marcatori | 22’, 37’ Kaká |

| Arbitro: | De Bleeckere |

|                                    |           |  |
| Kaká 11’ Seedorf 30’ Gilardino 78’ | Marcatori |  |

## Statistiche

### Statistiche di squadra
| Competizione     | Punti | In casa | In casa | In casa | In casa | In casa | In casa | In trasferta | In trasferta | In trasferta | In trasferta | In trasferta | In trasferta | Totale | Totale | Totale | Totale | Totale | Totale | DR  |
| Competizione     | Punti | G       | V       | N       | P       | Gf      | Gs      | G            | V            | N            | P            | Gf           | Gs           | G      | V      | N      | P      | Gf     | Gs     | DR  |
| ---------------- | ----- | ------- | ------- | ------- | ------- | ------- | ------- | ------------ | ------------ | ------------ | ------------ | ------------ | ------------ | ------ | ------ | ------ | ------ | ------ | ------ | --- |
| Premier League   | 89    | 19      | 15      | 2       | 2       | 46      | 12      | 19           | 13           | 3            | 3            | 37           | 15           | 38     | 28     | 5      | 5      | 83     | 27     | +56 |
| FA Cup           | -     | 4       | 3       | 1       | 0       | 6       | 3       | 3            | 2            | 1            | 0            | 9            | 5            | 8      | 5      | 2      | 1      | 15     | 9      | +6  |
| EFL Cup          | -     | -       | -       | -       | -       | -       | -       | 2            | 1            | 0            | 1            | 2            | 2            | 2      | 1      | 0      | 1      | 2      | 2      | 0   |
| Champions League | -     | 6       | 6       | 0       | 0       | 20      | 6       | 6            | 2            | 0            | 4            | 3            | 7            | 12     | 8      | 0      | 4      | 23     | 13     | +10 |
| Totale           | -     | 29      | 24      | 3       | 2       | 72      | 21      | 30           | 18           | 4            | 8            | 51           | 29           | 60     | 42     | 7      | 11     | 123    | 51     | +72 |

### Andamento in campionato
| Giornata  | 1 | 2 | 3 | 4 | 5 | 6 | 7 | 8 | 9 | 10 | 11 | 12 | 13 | 14 | 15 | 16 | 17 | 18 | 19 | 20 | 21 | 22 | 23 | 24 | 25 | 26 | 27 | 28 | 29 | 30 | 31 | 32 | 33 | 34 | 35 | 36 | 37 | 38 |
| --------- | - | - | - | - | - | - | - | - | - | -- | -- | -- | -- | -- | -- | -- | -- | -- | -- | -- | -- | -- | -- | -- | -- | -- | -- | -- | -- | -- | -- | -- | -- | -- | -- | -- | -- | -- |
| Luogo     | C | T | T | C | C | T | C | T | C | T  | C  | T  | T  | C  | C  | T  | C  | T  | T  | C  | C  | T  | C  | T  | C  | T  | C  | T  | T  | C  | C  | T  | C  | T  | C  | T  | T  | C  |
| Risultato | V | V | V | V | P | N | V | V | V | V  | V  | V  | V  | N  | V  | V  | V  | P  | V  | V  | V  | N  | V  | P  | V  | V  | V  | V  | V  | V  | V  | P  | V  | N  | N  | V  | V  | P  |
| Posizione | 1 | 1 | 1 | 1 | 2 | 2 | 1 | 1 | 1 | 1  | 1  | 1  | 1  | 1  | 1  | 1  | 1  | 1  | 1  | 1  | 1  | 1  | 1  | 1  | 1  | 1  | 1  | 1  | 1  | 1  | 1  | 1  | 1  | 1  | 1  | 1  | 1  | 1  |

Legenda:

Luogo: C = Casa; T = Trasferta. Risultato: V = Vittoria; N = Pareggio; P = Sconfitta.

### Statistiche dei giocatori
Sono in corsivo i calciatori che hanno lasciato la società a stagione in corso.
| Giocatore | Premier League | Premier League | Premier League | Premier League | FA Cup+ EFL Cup | FA Cup+ EFL Cup | FA Cup+ EFL Cup | FA Cup+ EFL Cup | Community Shield | Community Shield | Community Shield | Community Shield | Champions League | Champions League | Champions League | Champions League | Totale   | Totale | Totale      | Totale     |
| Giocatore | Presenze       | Reti           | Ammonizioni    | Espulsioni     | Presenze        | Reti            | Ammonizioni     | Espulsioni      | Presenze         | Reti             | Ammonizioni      | Espulsioni       | Presenze         | Reti             | Ammonizioni      | Espulsioni       | Presenze | Reti   | Ammonizioni | Espulsioni |
| --------- | -------------- | -------------- | -------------- | -------------- | --------------- | --------------- | --------------- | --------------- | ---------------- | ---------------- | ---------------- | ---------------- | ---------------- | ---------------- | ---------------- | ---------------- | -------- | ------ | ----------- | ---------- |